# Mitchel Fitzsimons
Mitchel Fitzsimons (9 januari 2003) is een Nieuw-Zeelands wielrenner.

## Carrière
Als eerstejaars junior werd Fitzsimons vierde op het nationale kampioenschap op de weg. Een jaar later werd hij zesde en nam hij deel aan het wereldkampioenschap in dezelfde discispline, waar hij vijftigste werd. In 2022 maakte hij de overstap naar Bolton Equities Black Spoke. Zijn debuut voor de ploeg maakte hij in de New Zealand Cycle Classic, waar het team de openingsploegentijdrit won.
Omdat zijn ploeg in 2023 een stap hogerop deed, werd Fitzsimons dat jaar prof. Hij nam dat jaar deel aan onder meer de Scheldeprijs en de Ronde van het Taihu-meer. Nadat zijn ploeg stopte met bestaan zette hij een stap terug naar de amateurclub QFS Cycling Team.

## Overwinningen
2022
1e etappe New Zealand Cycle Classic (ploegentijdrit)

## Ploegen
- 2022 –  Bolton Equities Black Spoke Pro Cycling
- 2023 –  Bolton Equities Black Spoke
- 2024 –  QFS Cycling Team

Batt · Bostock · Burnett · Christensen · Currie · Fitzsimons · Fouché · Gate · Gough · Jackson · Jones · Kench · Mudgway · O'Donnell · Oram · Scott · Sexton · Stewart · Townsend · Wright · Gardner (stagiair) · Hornblow (stagiair) · Vercouillie (stagiair)